# David Paymer
David Emmanuel Paymer (ur. 30 sierpnia 1954 w Oceanside) – amerykański aktor, reżyser i komik. W 1992 nominowany do Oscara i Złotego Globu za drugoplanową rolę w filmie Komik na sobotę.

## Filmografia
- Teściowie (The In-Laws, 1979) jako taksówkarz
- This House Possessed (1981) jako Pasternak
- Spokojnie, to tylko awaria (Airplane II: The Sequel, 1982) jako fotograf sądowy
- Różnice nie do pogodzenia (Irreconcilable Differences, 1984) jako Alan Sluiser
- Her Life as a Man (1984) jako Ted
- Być doskonałym (1985) jako kierownik produkcji w TV
- Love, Mary (1985) jako David Lewis
- Noc pełzaczy (1986) jako młody naukowiec
- Downtown (1986–1987) jako kapitan David Kiner
- Rockendrolowa mama (Rock ’n’ Roll Mom, 1988) jako Boris
- The Absent-Minded Professor (1988) jako pan Oliphant
- Wszystkie chwyty dozwolone (No Holds Barred, 1989) jako Unger
- Sunset Beat  (1990)
- Złoto dla naiwnych (City Slickers, 1991) jako Ira Shalowitz
- The Commish (1991–1995) jako Arnie Metzger (1991–1992)
- Komik na sobotę (Mr. Saturday Night, 1992) jako Stan
- Serce i dusze (Heart and Souls, 1993) jako Hal
- Szachowe dzieciństwo (Searching for Bobby Fischer, 1993) jako Kalev
- Cagney i Lacey: Znowu razem (Cagney & Lacey: The Return, 1994) jako Deputy District Attorney Feldberg
- Quiz Show (1994) jako Dan Enright
- Złoto dla naiwnych II (City Slickers II, 1994) jako Ira Shalowitz
- Cagney i Lacey: Znowu razem (Cagney & Lacey: Together Again, 1995) jako prokurator okręgowy Feldberg
- Prezydent: Miłość w Białym Domu (The American President, 1995) jako Leon Kodak
- Dorwać małego (Get Shorty, 1995) jako Leo Devoe
- Nixon (1995) jako Ron Ziegler
- Bajzel na kółkach (Carpool, 1996) jako Daniel Miller
- Ludzie miasta (City Hall, 1996) jako Abe Goodman
- Podwójna świadomość (Unforgettable, 1996) jako Curtis Avery
- Brudny glina (Gang Related, 1997) jako Elliot Goff
- Długa droga do domu (The Long Way Home, 1997) jako głos
- Szósty (The Sixth Man, 1997) jako trener Pederson
- Amistad (1997) jako Secretary Forsyth
- Mniejsze zło (The Lesser Evil, 1998) jako George Masseli
- Wielki Joe (Mighty Joe Young, 1998) jako Harry Ruben
- Outside Ozona (1998) jako Alan Defaux
- Godzina zemsty (Payback, 1999) jako Stegman
- Huragan (The Hurricane, 1999) jako Myron Bedlock
- Stopień ryzyka (Chill Factor, 1999) jako dr Richard Long
- Mumford (1999) jako dr Ernest Delbanco
- Dash i Lilly (Dash and Lilly, 1999) jako Arthur Kober
- Wspólnicy (Partners, 2000) jako Bob
- Miłość lub ojczyzna. Historia Artura Sandovala (For Love or Country: The Arturo Sandoval Story, 2000)
- Hollywood atakuje (State and Main, 2000) jako Marty Rossen
- Przynęta (Bait, 2000) jako agent Wooly
- Enemies of Laughter (2000) jako Paul Halpern
- Bartleby (2001) jako szef
- Ostrość widzenia (Focus, 2001) jako Finkelstein
- Burial Society (2002) jako Morry Zimmer
- Robert F. Kennedy (RFK, 2002) jako Dick Goodwin
- Joe i Max (Joe and Max, 2002) jako Joe Jacobs
- Alex i Emma (Alex & Emma, 2003) jako John Shaw
- Line of Fire (2003–2004) jako Jonah Malloy
- W doborowym towarzystwie (In Good Company, 2004) jako Morty
- My Suicidal Sweetheart (2005) jako Max Sr.
- Czas na mnie (Checking Out, 2005) jako Ted Applebaum
- Warm Springs (2005) jako Louis Howe
- Into the West (2005) jako pan Royer
- The Fix (2005) jako Lew Devlin
- Szkoła życia (School of Life, 2005) jako Matt Warner
- The Poison Rose (2007) jako Slide Olsen